# СОРМ
Систе́ма техни́ческих средств для обеспе́чения фу́нкций операти́вно-разыскны́х мероприя́тий (сокр. СОРМ) — комплекс технических средств и мер, предназначенных для проведения оперативно-разыскных мероприятий в сетях телефонной, подвижной и беспроводной связи и радиосвязи (согласно Закону «О связи» и приказу Министерства связи № 2339 от 9 августа 2000 г.).

## Типы
Следует различать следующие типы «СОРМ»:
- «СОРМ-1» — система прослушивания телефонных переговоров, организованная в 1996 году;
- «СОРМ-2» (название предложено В. Ионовым) — система протоколирования обращений к сети Интернет, разработанная рабочей группой представителей Госкомсвязи России, ФСБ России, ЦНИИ связи и Главсвязьнадзора под руководством Ю. В. Златкиса[2] и организованная в 2000 году (ПТП, КТКС);
- «СОРМ-3» — обеспечивает сбор информации со всех видов связи и её долговременное хранение[3].

## Ограничение тайны связи в России
Всем операторам связи в России предъявляются требования согласования плана мероприятий по внедрению «СОРМ», в противном случае их лицензия может быть аннулирована.
В соответствии со статьёй 23 Конституции России, ограничение тайны связи допускается только по решению суда, кроме случаев, предусмотренных пунктом 3 статьи 55:
Права и свободы человека и гражданина могут быть ограничены федеральным законом только в той мере, в какой это необходимо в целях защиты основ конституционного строя, нравственности, здоровья, прав и законных интересов других лиц, обеспечения обороны страны и безопасности государства.
В то же время в законе упоминается возможность использования СОРМ до решения суда, «в случаях, установленных федеральными законами»:
В российском СОРМ спецслужба самостоятельно, без обращения в суд, определяет пользователя, которого необходимо поставить на контроль и самостоятельно это осуществляет, поэтому на модели российского СОРМ нет отдельной административной функции, можно сказать, что она интегрирована в ПУ СОРМ.
Из Статьи 64: «Об обязанностях операторов связи при проведении оперативно-разыскных мероприятий и осуществлении следственных действий» федерального закона «О связи»:
1. Операторы связи обязаны предоставлять уполномоченным государственным органам, осуществляющим оперативно-разыскную деятельность или обеспечение безопасности Российской Федерации, информацию о пользователях услугами связи и об оказанных им услугах связи, а также иную информацию, необходимую для выполнения возложенных на эти органы задач, в случаях, установленных федеральными законами.

Для непосредственного прослушивания разговоров требуется официальное судебное решение (таких разрешений выдаётся более ста тысяч в год), но для получения другой информации (например, о фактах совершения вызовов) санкции суда не требуется. Кроме того, сотрудник ФСБ или МВД должен только получить ордер, но не предъявлять его оператору связи, которому запрещается требовать этот документ при отсутствии со своей стороны допуска к государственной тайне:
Провайдеры не могли потребовать предъявить судебный ордер, потому что у них не было доступа к государственной тайне. Зато провайдеры были обязаны закупать и устанавливать «чёрные ящики» СОРМ, причём за свой счёт.
Система СОРМ создана как дистанционная, когда сотрудник спецслужб сидит в отдельном кабинете у пульта управления и вводит команды, которые удалённо передаются в сеть оператора связи, но тот не может вести протоколирование и контроль соединений.
31 июля 2014 года премьер-министр РФ Дмитрий Медведев подписал постановление правительства № 743, по которому соцсети, форумы и любые сайты для общения, доступные всем пользователям Интернета, должны подключать оборудование и ПО для силовиков согласно плану мероприятий, разработанных ФСБ. С помощью этого спецслужбы смогут в автоматическом режиме получать информацию о действиях пользователей этих сайтов, схема работает аналогично СОРМ. При этом представители интернет-отрасли не были ознакомлены с итоговым текстом закона, также неизвестно, за чей счёт будет устанавливаться оборудование.

### Решение Европейского суда по правам человека
В декабре 2015 года Европейский суд по правам человека вынес решение по делу о российском законодательстве о СОРМ. Единогласным решением Большой Палаты суд постановил, что «положения законодательства Российской Федерации, регулирующие прослушивание связи, не содержат адекватных и эффективных гарантий против произвола и риска превышения полномочий, которые присущи любой системе скрытого наблюдения и которые особенно высоки в системе, где специальные службы и правоохранительные органы имеют прямой доступ с помощью технических средств ко всем мобильным телефонным сообщениям», и, следовательно, это законодательство нарушает статью 8 Европейской конвенции по правам человека.